# Palazzo di Cibele

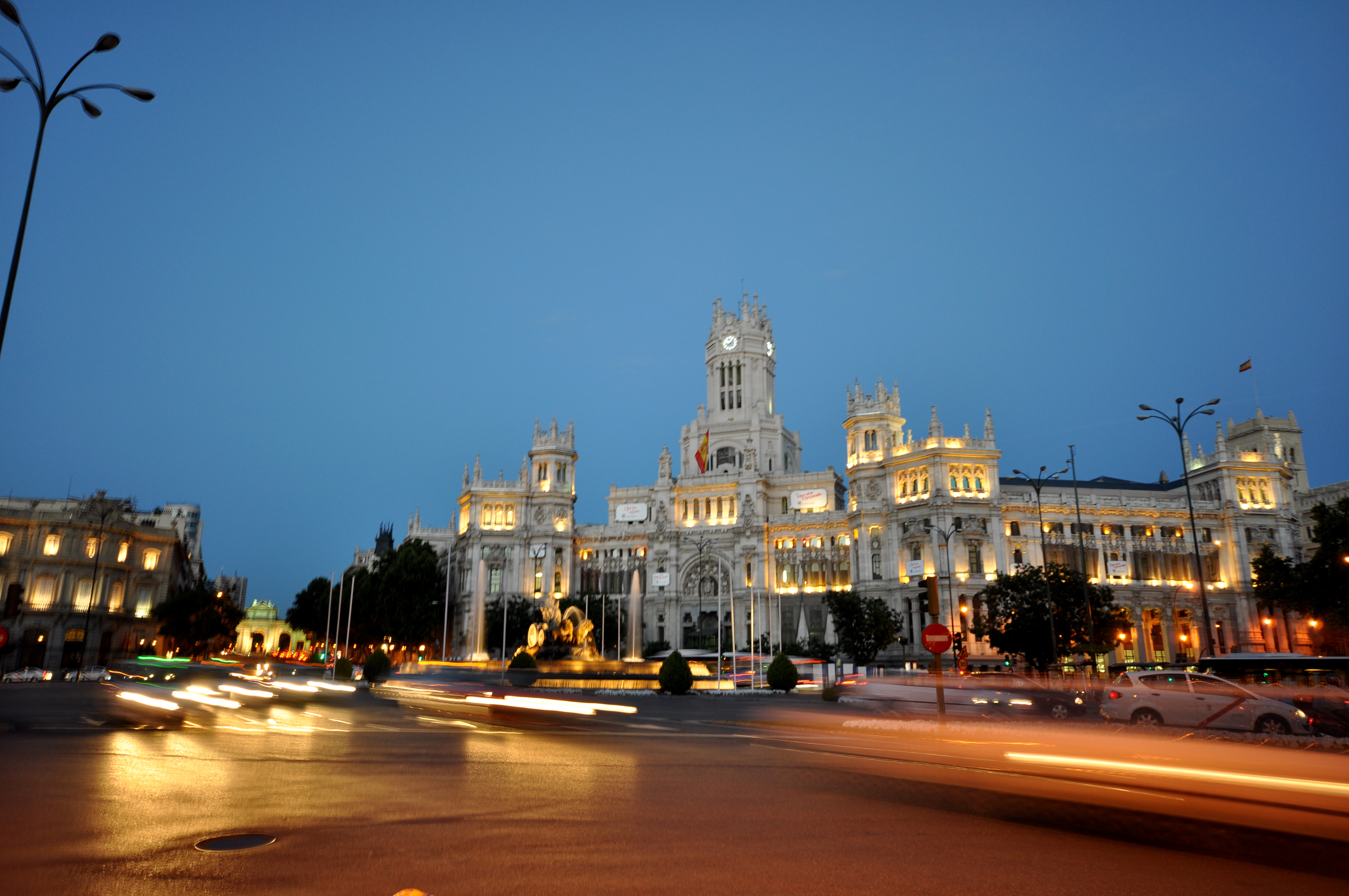
Vista notturna

Il Palazzo di Cibele (in spagnolo: Palacio de Cibeles) di Madrid è un emblematico edificio della città, oggi sede del Comune. Situato nella Plaza de Cibeles, fu progettato da Antonio Palacios e Joaquín Otamendi come sede per la Sociedad de Correos y Telégrafos della Spagna.

## Storia
Il Palacio de Comunicaciones fu l'ultimo dei quattro edifici del contorno della piazza ad essere costruito.
Il palazzo, che occupa una superficie totale di 12.207 m², venne costruito nel luogo in cui sorgevano i Jardines del Buen Retiro. Cominciò ad essere edificato nell'anno 1904, a partire da un progetto degli architetti Antonio Palacios e Julián Otamendi e dell'ingegnere Ángel Chueca. Il costo totale giunse ai 10.311.860 pesetas. I lavori ebbero termine tre anni dopo, nel 1907.
Uno degli aneddoti più famosi riguardanti questo edificio racconta della visita di Trotsky, che visitò Madrid negli anni '30, al principio del suo esilio, ed era una figura molto rispettata. Lo portarono a passeggio per il centro di Madrid e al vedere l'edificio in questione rimase tanto sorpreso dalla sua monumentalità che lo chiamò Nuestra Señora de las Comunicaciones.

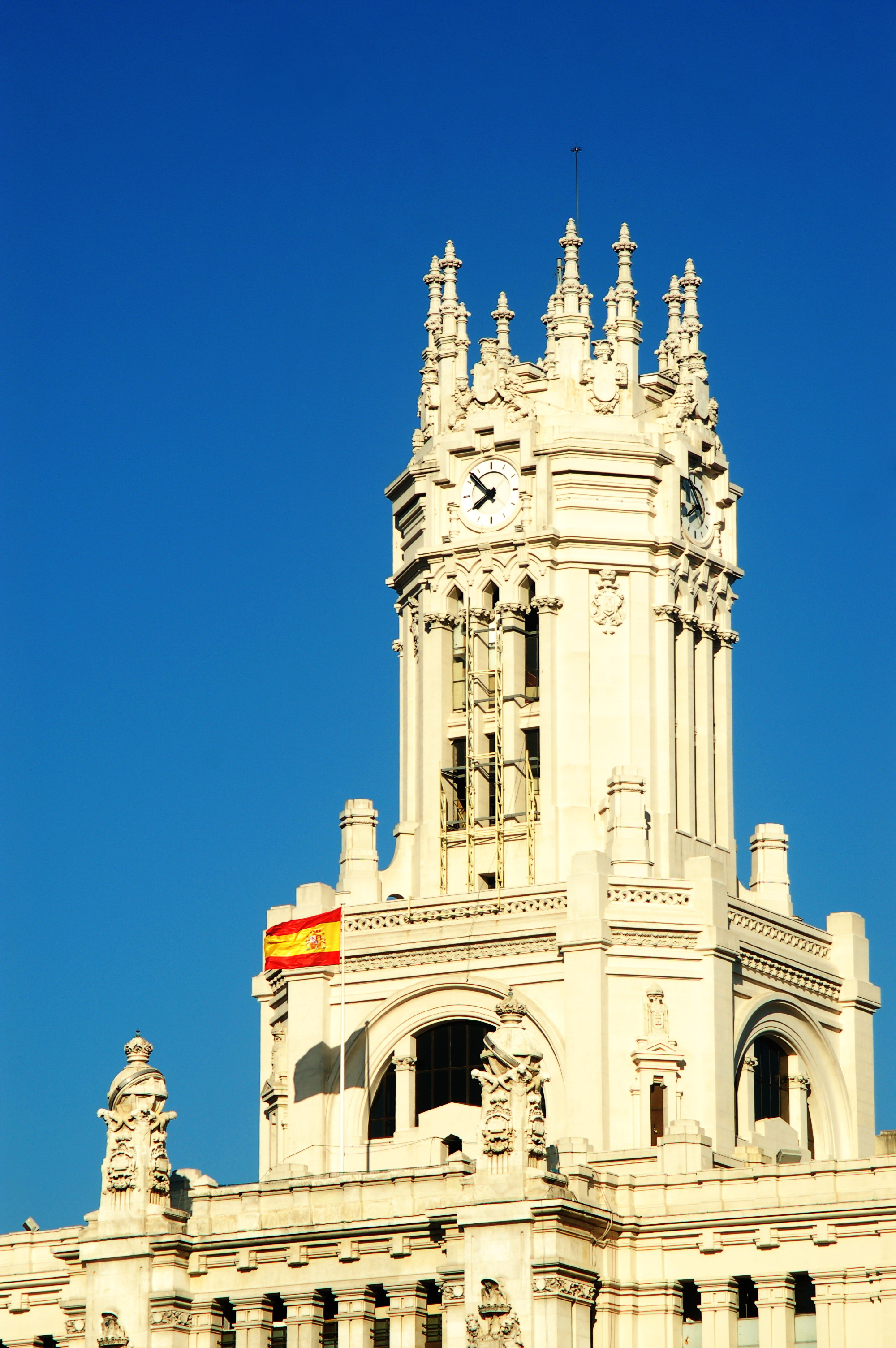
Parte superiore

L'edificio fu progettato come un'"Opera d'arte totale" (in tedesco, Gesamtkunstwerk) nella quale il minimo dettaglio, dalle luminarie fino ai banchi della Sala de operaciones o al sistema di ventilazione, formano un complesso artistico unitario al servizio della sua funzione come Casa de Correos. È stato oggetto di una riforma architettonica per adattarlo alla nuova sede del Comune di Madrid.

### Cronologia
- 9 giugno 1904: Le Corti approvano il progetto di un futuro edificio delle poste nel solar de Alcalá all'angolo con il Salón del Prado.
- Novembre 1904: Chiuso il concorso al quale si presentano tre progetti: Felipe María López Blanco-Luis Montesinos, Carrasco-Saldaña e Palacios-Otamendi.
- 9 settembre 1907: Inizio dei lavori del progetto vincitore di Palacios e Otamendi.
- 23 novembre 1909: Inaugurazione ufficiale dell'edificio alla presenza dei Sovrani.
- 5 novembre 2007: Diventa la sede del Comune di Madrid

## Descrizione
L'edificio può essere considerato come quello che meglio identifica la piazza, disponendosi incurvato sull'angolo sudorientale e propiziando la definizione circolare della stessa. Inoltre, il suo aspetto istituzionale e la sua considerevole altezza massima (la torre centrale è alta più di 60 m) rinforzano la sensazione di chiusura dell'ampio spiazzo nel quale confluiscono la calle de Alcalá e i viali di Recoletos e del Prado.
L'edificio presenta uno stile molto personale dei due architetti, che in seguito svilupperanno nell'Hospital de Maudes, figlio di diverse correnti che si integrano in un complesso coerente: il neogotico, specialmente l'opera di Viollet-le-Duc, la scoperta di sincerità strutturale e dei materiali da parte di architetti e ingegneri come Gustave Eiffel e Otto Wagner, e la passione di Palacios per gli stili regionali spagnoli, in particolar modo il tardo gotico e i lavori di Rodrigo Gil de Hontañón. La monumentalità dei suoi volumi emula i modelli architettonici statunitensi vigenti all'epoca e le sue composizioni volumetriche denotano un certo tocco francese. Riguardo agli elementi decorativi esterni, questi rimandano all'architettura medievale spagnola, presente anche nella lavorazione della pietre.